# Platynus ovatulus
Platynus ovatulus är en skalbaggsart som beskrevs av Bates. Platynus ovatulus ingår i släktet Platynus och familjen jordlöpare. Inga underarter finns listade i Catalogue of Life.